# 浜津守
浜津 守（はまつ まもる、1954年 - ）は、日本のアニメーター、アニメーション監督。福島県郡山市出身。大手前大学メディア芸術学部教授。

## 略歴
1975年、現代思潮社美学校図工工房卒業。
『機動戦士ガンダム』で動画、『伝説巨神イデオン』で動画監修として参加。1983年、映画『劇場版クラッシャージョウ』で演出助手を務める。1984年の『巨神ゴーグ』や1986年の映画『アリオン』等の作品で演出に携わる。
1987年にOVA『To-y』で初監督。1988年の『鎧伝サムライトルーパー』の2部でテレビ作品の監督を務める。人気のため制作された続編、続々編のOVA作品も監督する。1990年には映画『アルスラーン戦記』を監督し、一般劇場用映画として公開される。翌年に制作された続編も監督し、一般劇場映画として公開される。
その後も、1996年『B't X』、2002年『アソボット戦記五九』、2005年『ガラスの仮面（東京ムービー版）』など監督した。
2007年に設立した「日本アニメーター・演出協会」では発起人の一人となる。
現在もアニメ制作に参加する一方、大手前大学にてメディア芸術学部の教授を務め、後輩の育成にも活躍している。

## 受賞歴
- 1988年 OVA『鎧伝サムライトルーパー外伝』で第6回日本アニメ大賞・ファン大賞 受賞。
- 1989年 OVA『鎧伝サムライトルーパー　輝煌帝伝説』で第7回日本アニメ大賞・ファン大賞 受賞。
- 2002年 OVA『ルパン三世　生きていた魔術師』で東京国際アニメフェア2003～東京アニメアワード～オリジナルビデオ部門優秀作品賞受賞。

## 小説
- 『鎧伝サムライトルーパー 輝煌帝伝説』1990年4月（勁文社）。

## CD
- 『ベスト・オブ・アルスラーン戦記』ブックレットに作品解説　1995年。

## ゲームソフト
- 『BASTARD!! -虚ろなる神々の器-』PlayStation、アニメーションパートの監督と絵コンテ担当。